# L'Imposteur (film, 1982)
Pour les articles homonymes, voir L'Imposteur.

L'Imposteur (Cercasi Gesù) est un film italien réalisé par Luigi Comencini et sorti en 1982.

## Fiche technique
- Titre original : Cercasi Gesù
- Réalisation : Luigi Comencini
- Scénario : Massimo Patrizi, Antonio Ricci, Luigi Comencini
- Production :  Intercontinental Film Company, Société Nouvelle Cinévog
- Pays de production :  Italie
- Photographie : Renato Tafuri
- Musique : Fiorenzo Carpi
- Montage : Antonio Siciliano
- Durée : 105 minutes
- Dates de sortie: 
  - 3 mars 1982 (Italie)
  - 23 février 1983 (France)
- Affiche : Jouineau Bourduge (France)

## Distribution
- Beppe Grillo : Giovanni
- Maria Schneider : Francesca
- Fernando Rey : Don Filippo
- Alexandra Stewart : Francesca's mother
- Néstor Garay : Don Gaetano
- Memè Perlini : Don Gerado

## Distinctions
Le film a remporté le Globe d'or du meilleur film en 1982, et Beppe Grillo a remporté le Globe d'or du meilleur acteur - révélation.